# 阿尔弗雷德·多梅特
阿尔弗雷德·多梅特（Alfred Domett）, CMG (1811年5月20日—1887年11月2日) 英国殖民时期的政治家和诗人。他是第四任新西兰总理。

## 早年
多梅特出生于萨里坎伯威尔，是船东纳撒尼尔·多梅特的第四个儿子。他进入剑桥大学圣约翰学院，但在1833年离开大学。1835年11月7日入读中殿律师学院，1841年11月19日被接纳为律师。

## 纽西兰政治
1842年多梅特移民到新西兰，并担任了许多重要的管理职位，1848年任新明斯特省殖民部长，1851年任殖民地部长，1862年到1863年任新西兰总理。他是纳尔逊的选民代表（1855–1860:纳尔逊镇; 1860–1866：纳尔逊市（退休））。
多梅特在其任期内于1865年将新西兰首都奥克兰搬到了惠灵顿。 1871年他回到英国，1880年获授圣迈克尔和圣乔治勋章。
从1866年6月19日到1874年7月3日多梅特是新西兰立法议会成员。

## 备注
1. ↑  Graham, Jeanine. . Dictionary of New Zealand Biography. Ministry for Culture and Heritage.
2. 1 2  Template:Cite Australasia
3. ↑  . . University of Cambridge.
4. ↑  Scholefield 1950，第18頁.
5. ↑  Scholefield 1950，第30頁.
6. ↑  Scholefield 1950，第104頁.
7. ↑  Phillip Temple: Wellington Yesterday
8. ↑  Scholefield 1950，第76頁.